# Llista de monuments d'Alella
Llista de monuments d'Alella inclosos en l'Inventari del Patrimoni Arquitectònic de Catalunya per al municipi d'Alella (Maresme). Inclou els inscrits en el Registre de Béns Culturals d'Interès Nacional (BCIN) amb la classificació de monuments històrics, els béns culturals d'interès local (BCIL) de caràcter immoble i la resta de béns arquitectònics integrants del patrimoni cultural català.
| Monument                                                | Protecció    | Estil/època                                | Localització                                             | Coordenades                                          | Codi?         | Imatge |
| ------------------------------------------------------- | ------------ | ------------------------------------------ | -------------------------------------------------------- | ---------------------------------------------------- | ------------- | --- |
| Església de Sant Feliu d'Alella                         | BCIN 733-MH  | Gòtic, renaixement, barroc XVII, XII       | Alella Pl. de l'Església, 8                              | 41° 29′ 37″ N, 2° 17′ 39″ E / 41.493611°N,2.294167°E | RI-51-0005171 | Església de Sant Feliu d'Alella · Vegeu més fotos d'aquest monument · Carregueu una nova foto d'aquest monument                  |
| Creu de terme d'Alella                                  | BCIN 3960-MH | Gòtic tardà XVI                            | Alella Pg. de la Creu de Pedra                           | 41° 29′ 18″ N, 2° 17′ 43″ E / 41.488267°N,2.295396°E | IPA-8160      | Creu de terme d'Alella · Vegeu més fotos d'aquest monument · Carregueu una nova foto d'aquest monument                           |
| Torre de guaita de Cal Baró de Ribelles                 | BCIN 3959-MH | Gòtic tardà XVI                            | Alella C. Onofre Talavera, 4                             | 41° 29′ 24″ N, 2° 17′ 30″ E / 41.490043°N,2.291737°E | IPA-8167      | Torre de guaita de Cal Baró de Ribelles (Alella) · Vegeu més fotos d'aquest monument · Carregueu una nova foto d'aquest monument |
| Torre de Can Magarola                                   | BCIN 4188-MH | XV                                         | Alella Av. Sant Mateu, 2                                 | 41° 30′ 17″ N, 2° 17′ 58″ E / 41.504857°N,2.299521°E | IPA-40254     | Torre de Can Magarola (Alella) · Vegeu més fotos d'aquest monument · Carregueu una nova foto d'aquest monument                   |
| Torre de Can Boquet                                     | BCIN 4189-MH | XVI                                        | Alella Av. Sant Josep de Calassanç, 8                    | 41° 29′ 51″ N, 2° 17′ 51″ E / 41.497634°N,2.297477°E | IPA-40255     | Torre de Can Boquet (Alella) · Vegeu més fotos d'aquest monument · Carregueu una nova foto d'aquest monument                     |
| Torre de Can Calderó                                    | BCIN 4190-MH | XV-XVI                                     | Alella Av. Sant Josep de Calassanç, 2                    | 41° 29′ 45″ N, 2° 17′ 49″ E / 41.495745°N,2.29692°E  | IPA-40256     | Torre de Can Calderó (Alella) · Vegeu més fotos d'aquest monument · Carregueu una nova foto d'aquest monument                    |
| Torre de Cal Doctor                                     | BCIN 4191-MH | XVI                                        | Alella Riera de Coma Fosca, 4                            | 41° 29′ 53″ N, 2° 17′ 26″ E / 41.498029°N,2.290625°E | IPA-40257     | Torre de Cal Doctor (Alella) · Vegeu més fotos d'aquest monument · Carregueu una nova foto d'aquest monument                     |
| Can Tito Serra                                          | BCIL 2014    | Obra popular XIV, XVIII                    | Alella Riera de Coma Clara, 11                           | 41° 30′ 16″ N, 2° 17′ 49″ E / 41.50443°N,2.29708°E   | IPA-8081      | Can Tito Serra (Alella) · Vegeu més fotos d'aquest monument · Carregueu una nova foto d'aquest monument                          |
| Can Rull                                                | BCIL 2014    | Obra popular XVIII                         | Alella C. Riera Fosca, 41                                | 41° 29′ 36″ N, 2° 17′ 31″ E / 41.49324°N,2.29183°E   | IPA-8082      | Can Rull (Alella) · Vegeu més fotos d'aquest monument · Carregueu una nova foto d'aquest monument                                |
| Can Cossialls                                           | BCIL 2014    | Eclecticisme XIX (1851)                    | Alella Rbla. Àngel Guimerà, 34-42                        | 41° 29′ 39″ N, 2° 17′ 44″ E / 41.49409°N,2.29561°E   | IPA-8083      | Can Cossialls (Alella) · Vegeu més fotos d'aquest monument · Carregueu una nova foto d'aquest monument                           |
| Can Bertran                                             | BCIL 2014    | Eclecticisme XIX (1886)                    | Alella Av. Sant Josep de Calassanç, 15                   | 41° 29′ 45″ N, 2° 17′ 42″ E / 41.49593°N,2.29494°E   | IPA-8084      | Can Bertran (Alella) · Vegeu més fotos d'aquest monument · Carregueu una nova foto d'aquest monument                             |
| Can Gaza, torre residencial                             | BCIL 2014    | Neoclassicisme XIX                         | Alella Av. Sant Josep de Calassanç, 17-25                | 41° 29′ 47″ N, 2° 17′ 43″ E / 41.496416°N,2.295215°E | IPA-8085      | Can Gaza (Alella) · Vegeu més fotos d'aquest monument · Carregueu una nova foto d'aquest monument                                |
| Casa de carrer a l'avinguda Barcelona                   |              | Racionalisme XX                            | Alella Av. Barcelona, 44                                 | 41° 28′ 53″ N, 2° 18′ 03″ E / 41.4813°N,2.3008°E     | IPA-8086      | Casa de carrer a l'avinguda Barcelona (Alella) · Modifica el valor a Wikidata · Carregueu una nova foto d'aquest monument        |
| Can Clarisvalls                                         | BCIL 2014    | Obra popular XVII                          | Alella Riera Principal, 3                                | 41° 29′ 26″ N, 2° 17′ 52″ E / 41.49067°N,2.29779°E   | IPA-8087      | Can Clarisvalls (Alella) · Vegeu més fotos d'aquest monument · Carregueu una nova foto d'aquest monument                         |
| Can Vegetalí                                            | BCIL 2014    | Eclecticisme XX Inici                      | Alella Camí de Martorelles, 5                            | 41° 30′ 06″ N, 2° 17′ 16″ E / 41.50165°N,2.28777°E   | IPA-8088      | Can Vegetalí (Alella) · Vegeu més fotos d'aquest monument · Carregueu una nova foto d'aquest monument                            |
| Can Duran, o Cafè de Baix                               | BCIL 2014    | Neoclassicisme XVIII                       | Alella Rbla. Àngel Guimerà, 18                           | 41° 29′ 36″ N, 2° 17′ 44″ E / 41.49336°N,2.29548°E   | IPA-8089      | Can Duran (Alella) · Vegeu més fotos d'aquest monument · Carregueu una nova foto d'aquest monument                               |
| Can Sors                                                | BCIL 2014    | Obra popular XIV                           | Alella C. Masnou, 18                                     | 41° 28′ 59″ N, 2° 18′ 18″ E / 41.48318°N,2.30498°E   | IPA-8091      | Can Sors (Alella) · Vegeu més fotos d'aquest monument · Carregueu una nova foto d'aquest monument                                |
| Can Rovira, Can Vilaclara                               | BCIL 2014    | Eclecticisme XIX                           | Alella C. Sant Josep de Calasanç, 18                     | 41° 29′ 57″ N, 2° 17′ 46″ E / 41.49921°N,2.29623°E   | IPA-8092      | Can Rovira (Alella) · Vegeu més fotos d'aquest monument · Carregueu una nova foto d'aquest monument                              |
| Can Casals                                              | BCIL 2014    | Gòtic, obra popular XIV                    | Alella Riera de Coma Fosca - av. Jaume Rius i Fabra      | 41° 29′ 58″ N, 2° 17′ 22″ E / 41.49935°N,2.28941°E   | IPA-8093      | Can Casals (Alella) · Vegeu més fotos d'aquest monument · Carregueu una nova foto d'aquest monument                              |
| Can Pareras                                             | BCIL 2014    | Obra popular XV                            | Alella Riera de Coma Fosca, 33-37                        | 41° 29′ 57″ N, 2° 17′ 17″ E / 41.49925°N,2.28817°E   | IPA-8094      | Can Pareras (Alella) · Vegeu més fotos d'aquest monument · Carregueu una nova foto d'aquest monument                             |
| Can Cortès                                              | BCIL 2014    | Gòtic tardà, obra popular XV, XVII         | Alella Camí de Martorelles, 10                           | 41° 30′ 15″ N, 2° 17′ 13″ E / 41.50425°N,2.28694°E   | IPA-8095      | Can Cortès (Alella) · Vegeu més fotos d'aquest monument · Carregueu una nova foto d'aquest monument                              |
| Capella de Can Cortès                                   |              | Historicisme XX                            | Alella Camí de Martorelles, 10                           | 41° 30′ 20″ N, 2° 17′ 17″ E / 41.50543°N,2.28803°E   | IPA-8096      | Capella de Can Cortès (Alella) · Modifica el valor a Wikidata · Carregueu una nova foto d'aquest monument                        |
| Ca les Monges, Can Cardona                              | BCIL 2014    | Obra popular XIX                           | Alella Riera de Coma Clara, 2                            | 41° 30′ 03″ N, 2° 17′ 46″ E / 41.50095°N,2.29623°E   | IPA-8097      | Ca les Monges (Alella) · Vegeu més fotos d'aquest monument · Carregueu una nova foto d'aquest monument                           |
| Cal Doctor, o Can Pujades de Dalt                       | BCIL 2014    | Gòtic, obra popular XIV                    | Alella Riera de Coma Fosca, 4                            | 41° 29′ 53″ N, 2° 17′ 26″ E / 41.49799°N,2.29064°E   | IPA-8098      | Cal Doctor (Alella) · Vegeu més fotos d'aquest monument · Carregueu una nova foto d'aquest monument                              |
| Cal Boter, Les Hortènsies                               | BCIL 2014    | Obra popular XX Inici                      | Alella Av. Sant Josep de Calassanç, 57                   | 41° 29′ 56″ N, 2° 17′ 41″ E / 41.49876°N,2.29461°E   | IPA-8099      | Cal Boter (Alella) · Vegeu més fotos d'aquest monument · Carregueu una nova foto d'aquest monument                               |
| Les Quatre Torres                                       | BCIL 2014    | Eclecticisme XIX                           | Alella Pg. Antoni Borrell, 1                             | 41° 29′ 42″ N, 2° 17′ 34″ E / 41.49487°N,2.29286°E   | IPA-8100      | Les Quatre Torres (Alella) · Vegeu més fotos d'aquest monument · Carregueu una nova foto d'aquest monument                       |
| Prototipus de carrers del Rost                          |              | Obra popular                               | Alella Barri del Rost                                    | 41° 29′ 38″ N, 2° 17′ 48″ E / 41.494°N,2.29662°E     | IPA-8101      | Prototipus de carrers del Rost (Alella) · Vegeu més fotos d'aquest monument · Carregueu una nova foto d'aquest monument          |
| Can Boquet                                              | BCIL 2014    | Gòtic, obra popular XV                     | Alella Av. Sant Josep de Calassanç, 8                    | 41° 29′ 51″ N, 2° 17′ 51″ E / 41.4976°N,2.29754°E    | IPA-8103      | Can Boquet (Alella) · Vegeu més fotos d'aquest monument · Carregueu una nova foto d'aquest monument                              |
| Carrer de Sant Ramon                                    | BCIL 2014    | Obra popular XIX                           | Alella C. Sant Ramon, 1 a 7                              | 41° 29′ 47″ N, 2° 17′ 40″ E / 41.49625°N,2.2944°E    | IPA-8104      | Carrer de Sant Ramon (Alella) · Vegeu més fotos d'aquest monument · Carregueu una nova foto d'aquest monument                    |
| Vil·la Martorell, o Escola Internacional Hamelin-Laie   | BCIL 2014    | Eclecticisme XIX                           | Alella C. Riera Fosca, 3-5                               | 41° 29′ 32″ N, 2° 17′ 38″ E / 41.49215°N,2.29402°E   | IPA-8106      | Vil·la Martorell (Alella) · Vegeu més fotos d'aquest monument · Carregueu una nova foto d'aquest monument                        |
| Can Pau Arenes                                          | BCIL 2014    | Obra popular XIX                           | Alella Riera de Coma Clara, 23                           | 41° 30′ 30″ N, 2° 18′ 02″ E / 41.50843°N,2.30043°E   | IPA-8107      | Can Pau Arenes (Alella) · Vegeu més fotos d'aquest monument · Carregueu una nova foto d'aquest monument                          |
| Can Torras, o Fundació Sant Francesc d'Assís            | BCIL 2014    | Eclecticisme XIX                           | Alella C. Ferrer i Guàrdia, 9-11                         | 41° 29′ 06″ N, 2° 18′ 12″ E / 41.48504°N,2.30343°E   | IPA-8109      | Can Torras (Alella) · Vegeu més fotos d'aquest monument · Carregueu una nova foto d'aquest monument                              |
| Can Serra                                               | BCIL 2014    | Obra popular XVI                           | Alella Av. Sant Josep de Calassanç, 4                    | 41° 29′ 46″ N, 2° 17′ 52″ E / 41.49611°N,2.29781°E   | IPA-8110      | Can Serra (Alella) · Vegeu més fotos d'aquest monument · Carregueu una nova foto d'aquest monument                               |
| Can Balcells, o Caves Signat, Ca l'Hereuet              | BCIL 2014    | Eclecticisme XIX                           | Alella C. Charles Rivel, 6-8                             | 41° 29′ 18″ N, 2° 17′ 47″ E / 41.488218°N,2.296514°E | IPA-8111      | Can Balcells (Alella) · Vegeu més fotos d'aquest monument · Carregueu una nova foto d'aquest monument                            |
| Can Codina                                              | BCIL 2014    | Eclecticisme XIX                           | Alella Riera de Coma Clara, 3                            | 41° 30′ 06″ N, 2° 17′ 39″ E / 41.50173°N,2.29403°E   | IPA-8112      | Can Codina (Alella) · Vegeu més fotos d'aquest monument · Carregueu una nova foto d'aquest monument                              |
| Can Bruy                                                | BCIL 2014    | Obra popular                               | Alella Camí de Martorelles, 8                            | 41° 30′ 12″ N, 2° 17′ 16″ E / 41.50323°N,2.28791°E   | IPA-8113      | Can Bruy (Alella) · Vegeu més fotos d'aquest monument · Carregueu una nova foto d'aquest monument                                |
| La Miralda                                              | BCIL 2014    | Monumentalisme academicista XIX            | Alella Riera Principal, 5                                | 41° 29′ 16″ N, 2° 18′ 02″ E / 41.48775°N,2.30065°E   | IPA-8114      | La Miralda (Alella) · Vegeu més fotos d'aquest monument · Carregueu una nova foto d'aquest monument                              |
| Cal Marquès                                             | BCIL 2014    | Eclecticisme XIX (1870)                    | Alella Riera Principal, 1                                | 41° 29′ 33″ N, 2° 17′ 46″ E / 41.49244°N,2.29605°E   | IPA-8116      | Cal Marquès (Alella) · Vegeu més fotos d'aquest monument · Carregueu una nova foto d'aquest monument                             |
| Can Xeco Monnar                                         | BCIL 2014    | Obra popular XIX                           | Alella C. del Greny, 1                                   | 41° 30′ 01″ N, 2° 17′ 26″ E / 41.5002°N,2.29052°E    | IPA-8117      | Can Xeco Monnar (Alella) · Vegeu més fotos d'aquest monument · Carregueu una nova foto d'aquest monument                         |
| Làpida commemorativa                                    |              | Obra popular XVIII                         | Alella Rbla. Àngel Guimerà, al costat de Can Lleonart    | 41° 29′ 35″ N, 2° 17′ 43″ E / 41.49316°N,2.29514°E   | IPA-8118      | Làpida commemorativa (Alella) · Vegeu més fotos d'aquest monument · Carregueu una nova foto d'aquest monument                    |
| Cal Duc, o Ca la Madame                                 | BCIL 2014    | Eclecticisme XIX                           | Alella Camí de Martorelles, 1                            | 41° 30′ 03″ N, 2° 17′ 15″ E / 41.50075°N,2.28754°E   | IPA-8119      | Cal Duc (Alella) · Vegeu més fotos d'aquest monument · Carregueu una nova foto d'aquest monument                                 |
| Torre Llimona                                           | BCIL 2014    | Historicisme, modernisme XIX (1893)        | Alella Riera de Coma Clara, 1                            | 41° 30′ 02″ N, 2° 17′ 40″ E / 41.50066°N,2.29445°E   | IPA-8120      | Torre Llimona (Alella) · Vegeu més fotos d'aquest monument · Carregueu una nova foto d'aquest monument                           |
| Can Martí Gaza                                          | BCIL 2014    | Neoclassicisme XIX                         | Alella C. Verdaguer, 7-11                                | 41° 29′ 48″ N, 2° 17′ 42″ E / 41.496738°N,2.294876°E | IPA-8121      | Can Martí Gaza (Alella) · Vegeu més fotos d'aquest monument · Carregueu una nova foto d'aquest monument                          |
| Can Rosselló                                            | BCIL 2014    | Obra popular XX                            | Alella Riera de Coma Clara, 14                           | 41° 30′ 11″ N, 2° 17′ 52″ E / 41.50307°N,2.29776°E   | IPA-8123      | Can Rosselló (Alella) · Vegeu més fotos d'aquest monument · Carregueu una nova foto d'aquest monument                            |
| Celler Cooperatiu Alella Vinícola                       | BCIL 2014    | Noucentisme Jeroni Martorell XX (1907)     | Alella C. Àngel Guimerà, 70                              | 41° 29′ 41″ N, 2° 17′ 46″ E / 41.49475°N,2.29612°E   | IPA-8124      | Celler Cooperatiu Alella Vinícola (Alella) · Vegeu més fotos d'aquest monument · Carregueu una nova foto d'aquest monument       |
| Fàbrica de Pintures, nau industrial                     |              | Modernisme XIX                             | Alella Torrent de Vallbona, 53-67                        | 41° 29′ 49″ N, 2° 17′ 37″ E / 41.497027°N,2.293555°E | IPA-8125      | Fàbrica de Pintures (Alella) · Vegeu més fotos d'aquest monument · Carregueu una nova foto d'aquest monument                     |
| Antic escorxador, actual Comissaria de la policia local |              | Noucentisme XX Inici                       | Alella Pg. Marià Estrada, 8                              | 41° 30′ 00″ N, 2° 17′ 34″ E / 41.50001°N,2.29271°E   | IPA-8126      | Antic escorxador (Alella) · Vegeu més fotos d'aquest monument · Carregueu una nova foto d'aquest monument                        |
| Can Ribó, o Cal Sistallé                                |              | Obra popular XIX                           | Alella C. Gurri, 2-4 (enderrocada)                       | 41° 29′ 38″ N, 2° 17′ 46″ E / 41.49388°N,2.2961°E    | IPA-8127      | Can Ribó (Alella) · Vegeu més fotos d'aquest monument · Carregueu una nova foto d'aquest monument                                |
| Can Cai, Can Sardà                                      | BCIL 2014    | Obra popular XIV                           | Alella C. Riera Fosca, 40                                | 41° 29′ 36″ N, 2° 17′ 33″ E / 41.49343°N,2.29238°E   | IPA-8128      | Can Cai (Alella) · Vegeu més fotos d'aquest monument · Carregueu una nova foto d'aquest monument                                 |
| Cal Cinto                                               |              | Eclecticisme XIX                           | Alella Av. Sant Josep de Calassanç, 29-35                | 41° 29′ 48″ N, 2° 17′ 44″ E / 41.49658°N,2.29547°E   | IPA-8129      | Cal Cinto (Alella) · Vegeu més fotos d'aquest monument · Carregueu una nova foto d'aquest monument                               |
| Can Sanmiquel                                           | BCIL 2014    | Obra popular XVII, XIX, XX                 | Alella Av. Sant Josep de Calassanç, 55                   | 41° 29′ 52″ N, 2° 17′ 40″ E / 41.49781°N,2.29457°E   | IPA-8130      | Can Sanmiquel (Alella) · Vegeu més fotos d'aquest monument · Carregueu una nova foto d'aquest monument                           |
| Can Viló                                                | BCIL 2014    | Historicisme XIV, XX                       | Alella C. Riera Fosca, 8 - c. Dom Bosco                  | 41° 29′ 35″ N, 2° 17′ 39″ E / 41.493°N,2.29423°E     | IPA-8131      | Can Viló (Alella) · Vegeu més fotos d'aquest monument · Carregueu una nova foto d'aquest monument                                |
| Can Puferrer                                            | BCIL 2014    | Obra popular, gòtic XIV                    | Alella Torrent de Can Pufarré, 4                         | 41° 30′ 05″ N, 2° 17′ 09″ E / 41.50137°N,2.28573°E   | IPA-8132      | Can Puferrer (Alella) · Vegeu més fotos d'aquest monument · Carregueu una nova foto d'aquest monument                            |
| Ca la Librada                                           | BCIL 2014    | Obra popular XVIII                         | Alella Empedrat del Marxant, 2 - Torrent de Vallbona, 1  | 41° 29′ 38″ N, 2° 17′ 42″ E / 41.49399°N,2.29503°E   | IPA-8133      | Ca la Librada (Alella) · Vegeu més fotos d'aquest monument · Carregueu una nova foto d'aquest monument                           |
| Can Bragulat                                            | BCIL 2014    | Gòtic tardà, obra popular XVI              | Alella C. Riera Fosca, 18                                | 41° 29′ 36″ N, 2° 17′ 36″ E / 41.49323°N,2.29346°E   | IPA-8134      | Can Bragulat (Alella) · Vegeu més fotos d'aquest monument · Carregueu una nova foto d'aquest monument                            |
| La Torre del Governador, antigues Escoles Pies          | BCIL 2014    | Eclecticisme, historicisme, modernisme XIX | Alella Camí de Martorelles, 2                            | 41° 30′ 03″ N, 2° 17′ 19″ E / 41.50079°N,2.2887°E    | IPA-8135      | Torre del Governador (Alella) · Vegeu més fotos d'aquest monument · Carregueu una nova foto d'aquest monument                    |
| Can Cabús de Baix                                       | BCIL 2014    | Obra popular XIV, XIX                      | Alella Av. Sant Josep de Calassanç, 10                   | 41° 29′ 53″ N, 2° 17′ 47″ E / 41.49801°N,2.29652°E   | IPA-8140      | Can Cabús de Baix (Alella) · Vegeu més fotos d'aquest monument · Carregueu una nova foto d'aquest monument                       |
| Can Manyé                                               |              | Obra popular XVII                          | Alella C. Riera Fosca, 42                                | 41° 29′ 37″ N, 2° 17′ 32″ E / 41.49357°N,2.29213°E   | IPA-8141      | Can Manyé (Alella) · Vegeu més fotos d'aquest monument · Carregueu una nova foto d'aquest monument                               |
| Can Comelles, o Can Sopa                                | BCIL 2014    | Eclecticisme, neoclassicisme XIX           | Alella Riera de Coma Clara, 5                            | 41° 30′ 11″ N, 2° 17′ 38″ E / 41.5031°N,2.29402°E    | IPA-8142      | Can Comelles (Alella) · Vegeu més fotos d'aquest monument · Carregueu una nova foto d'aquest monument                            |
| Habitatge al carrer Ribas, 2                            |              | Eclecticisme XIX Final                     | Alella C. Ribas, 2                                       | 41° 29′ 34″ N, 2° 17′ 34″ E / 41.49279°N,2.29283°E   | IPA-8143      | Habitatge al carrer Ribas, 2 (Alella) · Vegeu més fotos d'aquest monument · Carregueu una nova foto d'aquest monument            |
| Cal Ros Fuster                                          |              | Eclecticisme XX                            | Alella Rbla. Àngel Guimerà, 16 (enderrocada)             | 41° 29′ 36″ N, 2° 17′ 44″ E / 41.49328°N,2.29547°E   | IPA-8144      | Cal Ros Fuster (Alella) · Vegeu més fotos d'aquest monument · Carregueu una nova foto d'aquest monument                          |
| Can Rogiet                                              | BCIL 2014    | Eclecticisme XIX (1870)                    | Alella C. Calderó, 1                                     | 41° 29′ 29″ N, 2° 17′ 38″ E / 41.49128°N,2.294°E     | IPA-8145      | Can Rogiet (Alella) · Vegeu més fotos d'aquest monument · Carregueu una nova foto d'aquest monument                              |
| Can Coll                                                | BCIL 2014    | Gòtic tardà, obra popular XVI              | Alella C. Mas Coll, 3-5                                  | 41° 30′ 05″ N, 2° 17′ 10″ E / 41.50144°N,2.28615°E   | IPA-8146      | Can Coll (Alella) · Vegeu més fotos d'aquest monument · Carregueu una nova foto d'aquest monument                                |
| Can Jonc                                                | BCIL 2014    | Gòtic tardà, historicisme XVI, XIX         | Alella Riera de Coma Clara, 9                            | 41° 30′ 15″ N, 2° 17′ 42″ E / 41.50408°N,2.29508°E   | IPA-8147      | Can Jonc (Alella) · Vegeu més fotos d'aquest monument · Carregueu una nova foto d'aquest monument                                |
| Can Tito Serra Nou                                      |              | Eclecticisme XIX                           | Alella Riera de Coma Clara, 11                           | 41° 30′ 18″ N, 2° 17′ 48″ E / 41.50499°N,2.29673°E   | IPA-8148      | Can Tito Serra Nou (Alella) · Vegeu més fotos d'aquest monument · Carregueu una nova foto d'aquest monument                      |
| Porta dovellada de l'Ajuntament                         |              | Obra popular XVI                           | Alella Pl. de l'Ajuntament, 1                            | 41° 29′ 37″ N, 2° 17′ 42″ E / 41.49356°N,2.2951°E    | IPA-8150      | Portal adovellat de l'Ajuntament (Alella) · Vegeu més fotos d'aquest monument · Carregueu una nova foto d'aquest monument        |
| Can Pujades, o Can Pujadetes                            | BCIL 2014    | Obra popular XIV, XVII                     | Alella C. Comas, 4-8                                     | 41° 29′ 37″ N, 2° 17′ 37″ E / 41.49355°N,2.29369°E   | IPA-8151      | Can Pujades (Alella) · Vegeu més fotos d'aquest monument · Carregueu una nova foto d'aquest monument                             |
| Ca l'Alemany                                            | BCIL 2014    | Modernisme XX                              | Alella C. Calderó, 2                                     | 41° 29′ 30″ N, 2° 17′ 38″ E / 41.49167°N,2.29391°E   | IPA-8152      | Ca l'Alemany (Alella) · Vegeu més fotos d'aquest monument · Carregueu una nova foto d'aquest monument                            |
| Cal Barquer                                             | BCIL 2014    | Obra popular XV, XVIII                     | Alella Pl. de l'Ajuntament, 7-9                          | 41° 29′ 38″ N, 2° 17′ 41″ E / 41.49388°N,2.29472°E   | IPA-8153      | Cal Barquer (Alella) · Vegeu més fotos d'aquest monument · Carregueu una nova foto d'aquest monument                             |
| Celler Gispert, o Can Grau                              | BCIL 2014    | Eclecticisme XIX                           | Alella Av. Sant Josep de Calassanç, 37-41                | 41° 29′ 49″ N, 2° 17′ 43″ E / 41.4969°N,2.29535°E    | IPA-8154      | Celler Gispert (Alella) · Vegeu més fotos d'aquest monument · Carregueu una nova foto d'aquest monument                          |
| Can Lleonart                                            | BCIL 2014    | Barroc XVIII                               | Alella Rbla. Àngel Guimerà, 1 - pl. Germans Lleonart     | 41° 29′ 34″ N, 2° 17′ 42″ E / 41.49274°N,2.29492°E   | IPA-8155      | Can Lleonart (Alella) · Vegeu més fotos d'aquest monument · Carregueu una nova foto d'aquest monument                            |
| Vil·la Maria                                            |              | Obra popular XX                            | Alella Camí de Tiana, 2                                  | 41° 29′ 35″ N, 2° 17′ 33″ E / 41.49292°N,2.29247°E   | IPA-8156      | Vil·la Maria (Alella) · Vegeu més fotos d'aquest monument · Carregueu una nova foto d'aquest monument                            |
| Can Cuiros                                              | BCIL 2014    | Obra popular XVIII Final                   | Alella Camí de Tiana, 4                                  | 41° 29′ 34″ N, 2° 17′ 32″ E / 41.49274°N,2.29214°E   | IPA-8157      | Can Cuiros (Alella) · Vegeu més fotos d'aquest monument · Carregueu una nova foto d'aquest monument                              |
| Portal al carrer Comas, 22                              |              | Obra popular                               | Alella C. Comas, 22                                      | 41° 29′ 36″ N, 2° 17′ 36″ E / 41.49322°N,2.29326°E   | IPA-8158      | Portal al carrer Comas, 22 (Alella) · Vegeu més fotos d'aquest monument · Carregueu una nova foto d'aquest monument              |
| Cal Petxo                                               |              | Obra popular XVIII                         | Alella C. Comas, 24                                      | 41° 29′ 36″ N, 2° 17′ 35″ E / 41.4932°N,2.29312°E    | IPA-8159      | Cal Petxo (Alella) · Vegeu més fotos d'aquest monument · Carregueu una nova foto d'aquest monument                               |
| Can Casas                                               | BCIL 2014    | Neoclassicisme XIX                         | Alella C. Verdaguer, 8                                   | 41° 29′ 51″ N, 2° 17′ 39″ E / 41.49754°N,2.29418°E   | IPA-8161      | Can Casas (Alella) · Vegeu més fotos d'aquest monument · Carregueu una nova foto d'aquest monument                               |
| Casa Arenas, o Casa del Garden Center                   | BCIL 2014    | Eclecticisme XIX                           | Alella C. Riera Fosca, 5 - c. Ribas, 1-3                 | 41° 29′ 33″ N, 2° 17′ 35″ E / 41.49262°N,2.29307°E   | IPA-8162      | Casa Arenas (Alella) · Vegeu més fotos d'aquest monument · Carregueu una nova foto d'aquest monument                             |
| Ca la Gaietana                                          | BCIL 2014    | Neoclassicisme, eclecticisme XIX           | Alella C. Teià, 8B - av. Gaietana, 39                    | 41° 29′ 04″ N, 2° 18′ 02″ E / 41.4844°N,2.30065°E    | IPA-8163      | Ca la Gaietana (Alella) · Vegeu més fotos d'aquest monument · Carregueu una nova foto d'aquest monument                          |
| Mercat Municipal                                        |              | Monumentalisme academicista XX (1929)      | Alella Pl. de l'Ajuntament                               | 41° 29′ 36″ N, 2° 17′ 42″ E / 41.49341°N,2.29491°E   | IPA-8164      | Mercat Municipal (Alella) · Vegeu més fotos d'aquest monument · Carregueu una nova foto d'aquest monument                        |
| Can Magarola                                            | BCIL 2014    | Obra popular XVII                          | Alella Av. Sant Mateu, 2                                 | 41° 30′ 17″ N, 2° 17′ 58″ E / 41.504722°N,2.299444°E | IPA-8165      | Can Magarola (Alella) · Vegeu més fotos d'aquest monument · Carregueu una nova foto d'aquest monument                            |
| Cal Baró de Ribelles                                    | BCIL 2014    | Obra popular, gòtic-renaixement XVI        | Alella C. Onofre Talavera, 4                             | 41° 29′ 33″ N, 2° 17′ 32″ E / 41.49251°N,2.29231°E   | IPA-8166      | Cal Baró de Ribelles (Alella) · Vegeu més fotos d'aquest monument · Carregueu una nova foto d'aquest monument                    |
| Can Calderó                                             | BCIL 2014    | Obra popular XVII                          | Alella Av. Sant Josep de Calassanç, 2                    | 41° 29′ 44″ N, 2° 17′ 49″ E / 41.49567°N,2.29692°E   | IPA-8168      | Can Calderó (Alella) · Vegeu més fotos d'aquest monument · Carregueu una nova foto d'aquest monument                             |
| Mas Antic                                               |              | Obra popular XX                            | Alella Pg. Antoni Borrell, 25                            | 41° 29′ 56″ N, 2° 17′ 26″ E / 41.498881°N,2.290685°E | IPA-8169      | Mas Antic (Alella) · Vegeu més fotos d'aquest monument · Carregueu una nova foto d'aquest monument                               |
| Can Bonvehí                                             | BCIL 2014    | Historicisme XIX Final                     | Alella Camí de Martorelles, 7                            | 41° 30′ 07″ N, 2° 17′ 16″ E / 41.50205°N,2.28781°E   | IPA-8170      | Can Bonvehí (Alella) · Vegeu més fotos d'aquest monument · Carregueu una nova foto d'aquest monument                             |
| Can Vilana                                              | BCIL 2014    | Barroc XVIII                               | Alella Pg. Antoni Borrell                                | 41° 29′ 46″ N, 2° 17′ 34″ E / 41.496107°N,2.292911°E | IPA-35629     | Can Vilana (Alella) · Vegeu més fotos d'aquest monument · Carregueu una nova foto d'aquest monument                              |
| Carrer de Dalt, carrer d'Anselm Clavé                   | BCIL 2014    | Obra popular                               | Alella C. Anselm Clavé                                   | 41° 29′ 42″ N, 2° 17′ 42″ E / 41.495132°N,2.294913°E | IPA-35630     | Carrer de Dalt (Alella) · Vegeu més fotos d'aquest monument · Carregueu una nova foto d'aquest monument                          |
| Carrer del Doctor Corbera                               | BCIL 2014    | Obra popular XIX                           | Alella C. del Doctor Corbera                             | 41° 29′ 40″ N, 2° 17′ 43″ E / 41.494562°N,2.295146°E | IPA-35631     | Carrer del Doctor Corbera (Alella) · Vegeu més fotos d'aquest monument · Carregueu una nova foto d'aquest monument               |
| Cal Vell                                                | BCIL 2014    |                                            | Alella Pg. Marià Estrada, 1                              | 41° 30′ 00″ N, 2° 17′ 39″ E / 41.499879°N,2.294186°E | IPA-35632     | Cal Vell (Alella) · Vegeu més fotos d'aquest monument · Carregueu una nova foto d'aquest monument                                |
| Carrer Sant Antoni                                      | BCIL 2014    | Obra popular XIX                           | Alella C. Sant Antoni                                    | 41° 29′ 44″ N, 2° 17′ 38″ E / 41.495553°N,2.293925°E | IPA-35633     | Carrer Sant Antoni (Alella) · Vegeu més fotos d'aquest monument · Carregueu una nova foto d'aquest monument                      |
| Carrer Santa Rosa                                       | BCIL 2014    | Obra popular XIX                           | Alella C. Santa Rosa                                     | 41° 29′ 37″ N, 2° 17′ 48″ E / 41.493551°N,2.296690°E | IPA-35634     | Carrer Santa Rosa (Alella) · Vegeu més fotos d'aquest monument · Carregueu una nova foto d'aquest monument                       |
| Camí de Martorelles                                     | BCIL 2014    | Obra popular XIX                           | Alella Camí de Martorelles                               | 41° 30′ 08″ N, 2° 17′ 17″ E / 41.502237°N,2.288063°E | IPA-35731     | Camí de Martorelles (Alella) · Vegeu més fotos d'aquest monument · Carregueu una nova foto d'aquest monument                     |
| Capella del Sant Crist                                  | BCIL 2014    | Obra popular XX                            | Alella Pg. Marià Estrada - pg. Antoni Borrell            | 41° 29′ 57″ N, 2° 17′ 27″ E / 41.499055°N,2.290850°E | IPA-35732     | Capella del Sant Crist (Alella) · Vegeu més fotos d'aquest monument · Carregueu una nova foto d'aquest monument                  |
| Can Gurri                                               | BCIL 2014    | Obra popular                               | Alella C. Gurri, 8-16 i 20 - rambla Àngel Guimerà, 16 B  | 41° 29′ 36″ N, 2° 17′ 46″ E / 41.493319°N,2.296142°E | IPA-35733     | Can Gurri (Alella) · Vegeu més fotos d'aquest monument · Carregueu una nova foto d'aquest monument                               |
| Can Cues                                                | BCIL 2014    | Obra popular XVIII                         | Alella Riera Coma Clara                                  | 41° 30′ 27″ N, 2° 17′ 46″ E / 41.507497°N,2.296017°E | IPA-35734     | Can Cues (Alella) · Vegeu més fotos d'aquest monument · Carregueu una nova foto d'aquest monument                                |
| Carrer del Mig                                          | BCIL 2014    | XIX                                        | Alella C. del Mig                                        | 41° 29′ 41″ N, 2° 17′ 42″ E / 41.494852°N,2.294995°E | IPA-35735     | Carrer del Mig (Alella) · Vegeu més fotos d'aquest monument · Carregueu una nova foto d'aquest monument                          |
| Plaça de l'Església                                     | BCIL 2014    | XIX                                        | Alella Pl. de l'Església                                 | 41° 29′ 37″ N, 2° 17′ 39″ E / 41.493721°N,2.294105°E | IPA-35737     | Plaça de l'Església (Alella) · Vegeu més fotos d'aquest monument · Carregueu una nova foto d'aquest monument                     |
| Edifici a la rambla Àngel Guimerà, 30, Xarel·lo         | BCIL 2014    | Obra popular XIX                           | Alella Rambla Àngel Guimerà, 30                          | 41° 29′ 38″ N, 2° 17′ 44″ E / 41.493919°N,2.295557°E | IPA-35744     | Edifici a la rambla Àngel Guimerà, 30 (Alella) · Vegeu més fotos d'aquest monument · Carregueu una nova foto d'aquest monument   |
| Carrer d'en Comas, carrer de la Carniceria              | BCIL 2014    |                                            | Alella C. d'en Comas, 2 i núm. del 10 al 26              | 41° 29′ 36″ N, 2° 17′ 37″ E / 41.493403°N,2.293496°E | IPA-35748     | Carrer d'en Comas (Alella) · Vegeu més fotos d'aquest monument · Carregueu una nova foto d'aquest monument                       |
| Escoles Fabra                                           | BCIL 2014    | Racionalisme XX                            | Alella Av. Ferran Fabra, 1 - rambla d'Àngel Guimerà, 2-6 | 41° 29′ 34″ N, 2° 17′ 44″ E / 41.492823°N,2.295500°E | IPA-35752     | Escoles Fabra (Alella) · Vegeu més fotos d'aquest monument · Carregueu una nova foto d'aquest monument                           |
| Casa dels Mestres, Casa de les Escoles                  | BCIL 2014    | Racionalisme XX                            | Alella Av. Ferran Fabra, 3                               | 41° 29′ 34″ N, 2° 17′ 45″ E / 41.492734°N,2.295741°E | IPA-35753     | Casa dels Mestres (Alella) · Vegeu més fotos d'aquest monument · Carregueu una nova foto d'aquest monument                       |
| Vil·la Enriqueta                                        | BCIL 2014    | Neoclassicisme XIX                         | Alella Av. Sant Josep Calassanç, 14                      | 41° 29′ 45″ N, 2° 17′ 42″ E / 41.495885°N,2.294955°E | IPA-35755     | Vil·la Enriqueta (Alella) · Vegeu més fotos d'aquest monument · Carregueu una nova foto d'aquest monument                        |
| Carrer Bonavista                                        | BCIL 2014    | Neoclassicisme XIX                         | Alella C. Bonavista                                      | 41° 29′ 38″ N, 2° 17′ 48″ E / 41.494027°N,2.296555°E | IPA-35757     | Carrer Bonavista (Alella) · Vegeu més fotos d'aquest monument · Carregueu una nova foto d'aquest monument                        |
| Capella de Maria Auxiliadora                            | BCIL 2014    | Eclecticisme XIX Final                     | Alella Pl. de Maria Auxiliadora                          | 41° 29′ 36″ N, 2° 17′ 50″ E / 41.49347°N,2.2973°E    | IPA-35758     | Capella Maria Auxiliadora (Alella) · Vegeu més fotos d'aquest monument · Carregueu una nova foto d'aquest monument               |
| Carrer Sant Lluís                                       | BCIL 2014    | Obra popular XIX                           | Alella C. Sant Lluís                                     | 41° 29′ 37″ N, 2° 17′ 49″ E / 41.493684°N,2.296854°E | IPA-35759     | Carrer Sant Lluís (Alella) · Vegeu més fotos d'aquest monument · Carregueu una nova foto d'aquest monument                       |
| Carrer Sant Josep                                       | BCIL 2014    | Obra popular XIX                           | Alella C. Sant Josep                                     | 41° 29′ 37″ N, 2° 17′ 47″ E / 41.493701°N,2.296377°E | IPA-35760     | Carrer Sant Josep (Alella) · Vegeu més fotos d'aquest monument · Carregueu una nova foto d'aquest monument                       |
| Cementiri                                               | BCIL 2014    | Eclecticisme XIX                           | Alella Camí Baix de Tiana                                | 41° 29′ 21″ N, 2° 17′ 27″ E / 41.489130°N,2.290922°E | IPA-35766     | Cementiri (Alella) · Modifica el valor a Wikidata · Carregueu una nova foto d'aquest monument                                    |
| Torreta de Can Gaza                                     | BCIL 2014    | Modernisme XIX                             | Alella Av. Sant Josep de Calasanç, 51-53                 | 41° 29′ 51″ N, 2° 17′ 43″ E / 41.497394°N,2.295386°E | IPA-45357     | Torreta de Can Gaza (Alella) · Vegeu més fotos d'aquest monument · Carregueu una nova foto d'aquest monument                     |
| Cal Músic                                               | BCIL 2014    | XVII-XVIII                                 | Alella Passatge de Cal Músic, 4                          | 41° 29′ 36″ N, 2° 17′ 45″ E / 41.493455°N,2.295708°E | IPA-45382     | Cal Músic (Alella) · Vegeu més fotos d'aquest monument · Carregueu una nova foto d'aquest monument                               |